# NIST-7

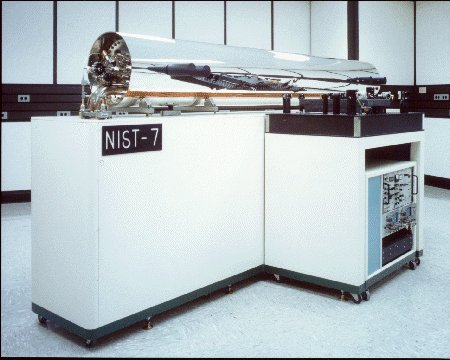
Nist-7

O desenvolvimento de relógio atômico ganhou força no final de década de 1930 e início de 1940, meio à proximidade da guerra. Em 1939, Isidor Isaac Rabi, físico da Universidade de Columbia propôs que os cientistas do atual NIST (National Institute of Standards and Technology), utilizassem a técnica de ressonância magnética de feixe molecular como referência para medições do tempo. Naquela época, os EUA calculavam seu padrão de tempo em osciladores de quartzo, o que não era viável. 
Nesse sentido, após vários anos, em 1993, surgiu o relógio atômico de césio, mais especificamente o NIST - 7 (porém, haviam surgido outros antes desse), o qual apresentou um nível de precisão muito maior e era capaz de manter o tempo sem ganhar ou perder um segundo em 6 milhões de anos. Os relógios atômicos impulsionaram grandes avanços em diversas áreas como a cronometragem precisa, comunicações e metrologia.